# A Dragon Ball Super epizódjainak listája
Ez a lista a Dragon Ball Super című animesorozat epizódjainak felsorolását tartalmazza.

## Epizódlista

### Bills, a pusztítás istene Saga (1–14. rész)
Nyitódal
"Excellent Dynamic! (超絶☆ダイナミック！; Hepburn: Chōzetsu☆Dynamic!) – előadó: Kazuya Yoshii (epizódok: 1 – 76)
Záródal
Hello Hello Hello (ハローハローハロー; Hepburn: Harō Harō Harō) – előadó: Good Morning America (epizódok: 1 – 12)
Starring Star (スターリングスター; Hepburn: Sutāringu Sutā) – előadó: KEYTALK (epizódok: 13 – 25)
| #  | Epizód címe | Első japán sugárzás  | Első magyar sugárzás |
| -- | --- | -------------------- | -------------------- |
| 1  | A béke jutalma: Kié lesz a 100 millió zeni? Négy évvel Bubu legyőzése után a béke visszatér a Földre. Son Goku farmerként dolgozik, hogy el tudja tartani családját, barátai pedig szintén átlagos életet élnek. Hamarosan egy új, gonosz szándékú lény, Beerus, a pusztítás istene érkezik aki magát a 7-es univerzum legrettenetesebb és második legerősebb lényének mondja. Heiwa no hōshū - ichioku Zenī wa dare no te ni!? (平和の報酬 1億ゼニーは誰の手に!?; Hepburn: Heiwa no hōshū - ichioku Zenī wa dare no te ni!?) | 2015. július 5.      | 2018. március 28.    |
| 2  | A beígért kirándulás! Vegita a családjával nyaral? Yakusoku no rizōto e! Bejīta ga kazoku ryokō!? (約束のリゾートへ! ベジータが家族旅行!?; Hepburn: Yakusoku no rizōto e! Bejīta ga kazoku ryokō!?) | 2015. július 12.     | 2018. március 28.    |
| 3  | Hogyan folytatódik az álom?! A Szuper Csillagharcos Isten nyomában! Yume no tsuzuki wa doko da!? Sūpā Saiya-jin Goddo o sagase! (夢の続きはどこだ!? 超サイヤ人ゴッドを探せ!; Hepburn: Yume no tsuzuki wa doko da!? Sūpā Saiya-jin goddo o sagase!) | 2015. július 19.     | 2018. március 29.    |
| 4  | A kristálygömbök nyomában! Pilaf nagy terve! Mezase Doragon Bōru! Pirafu ichimi no dai-sakusen! (目指せドラゴンボール！ ピラフ一味の大作戦！; Hepburn: Mezase Doragon Bōru! Pirafu ichimi no dai-sakusen!) | 2015. augusztus 2.   | 2018. március 30.    |
| 5  | Harc Kaitonál! Son Goku vs. Bills! Kaiō-sei no kessen! Gokū VS Hakaishin Birusu (界王星の決戦! 悟空VS破壊神ビルス; Hepburn: Kaiō-sei no kessen! Gokū VS Hakaishin Birusu) | 2015. augusztus 9.   | 2018. április 2.     |
| 6  | Ne bosszantsd fel a Pusztítás Istenét! Az idegölő parti! Hakaishin o okoraseru na! Doki-doki tanjō pātī (破壊神を怒らせるな! ドキドキ誕生パーティー; Hepburn: Hakaishin o Okoraseru na! Doki-Doki Tanjō Pātī) | 2015. augusztus 16.  | 2018. április 3.     |
| 7  | Ne merd bántani Bulmát! Vegita dühében átalakul? Yokumo ore no Buruma o! Bejīta ikari no totsuzenhen’i!? (よくもオレのブルマを! ベジータ怒りの突然変異!?; Hepburn: Yokumo ore no Buruma o! Bejīta ikari no totsuzenhen’i!?) | 2015. augusztus 23.  | 2018. április 4.     |
| 8  | Son Goku megérkezik! Bills ad egy utolsó esélyt? Gokū kenzan! Birusu-sama kara no rasuto chansu!? (悟空見参! ビルス様からのラストチャンス!?; Hepburn: Gokū kenzan! Birusu-sama kara no rasuto chansu!?) | 2015. augusztus 30.  | 2018. április 5.     |
| 9  | Jobb későn, mint soha. A Szuper Csillagharcos Isten születése! O matase, Birusu-sama. Tsuini Sūpā Saiya-jin Goddo tanjō! (お待たせ, ビルス様. ついに超サイヤ人ゴッド誕生!; Hepburn: O matase, Birusu-sama. Tsuini Sūpā Saiya-jin Goddo tanjō!) | 2015. szeptember 6.  | 2018. április 6.     |
| 10 | Hajrá, Son Goku! A Szuper Csillagharcos Isten ereje! Misero Gokū! Sūpā Saiya-jin Goddo no pawā!! (見せろ悟空! 超サイヤ人ゴッドの力!!; Hepburn: Misero Gokū! Sūpā Saiya-jin Goddo no pawā!!) | 2015. szeptember 13. | 2018. április 9.     |
| 11 | Folytassuk Bills! Isten az Isten ellen? Tsudukeyō ze Birusu-sama! Kami to Kami no Tatakai o! (続けようぜビルス様! 神と神の戦いを!; Hepburn: Tsudukeyō ze Birusu-sama! Kami to Kami no Tatakai o!) | 2015. szeptember 20. | 2018. április 10.    |
| 12 | Az univerzum is beleremeg! A Pusztítás Istene vs. Szuper Csillagharcos Isten! Uchū ga kudakeru!? Gekitotsu! Haikaishin tai Sūpā Saiya-jin Goddo! (宇宙が砕ける!? 激突! 破壊神VS超サイヤ人ゴッド!; Hepburn: Uchū ga kudakeru!? Gekitotsu! Haikaishin tai Sūpā Saiya-jin Goddo!) | 2015. szeptember 27. | 2018. április 11.    |
| 13 | Son Goku felülmúlja még a Szuper Csillagharcos Istent is! Gokū yo, Sūpā Saiya-jin Goddo o koete ike! (悟空よ, 超サイヤ人ゴッドを越えて行け!; Hepburn: Gokū yo, Sūpā Saiya-jin Goddo o koete ike!) | 2015. október 4.     | 2018. április 12.    |
| 14 | Ez minden, amire képes vagyok! Az Istenek közti harc vége! Kore ga ora no arittake no chikarada! Ketchaku! Kami to kami (これがオラのありったけの力だ! 決着! 神と神; Hepburn: Kore ga ora no arittake no chikarada! Ketchaku! Kami to kami) | 2015. október 11.    | 2018. április 13.    |

### Arany Dermesztő Saga (15–27. rész)
Nyitódal
"Excellent Dynamic! (超絶☆ダイナミック！; Hepburn: Chōzetsu☆Dynamic!) – előadó: Kazuya Yoshii (epizódok: 1 – 76)
Záródal
Starring Star (スターリングスター; Hepburn: Sutāringu Sutā) – előadó: KEYTALK (epizódok: 13 – 25)
Light Pink (薄紅; Hepburn: Usubeni) - előadó: LACCO TOWER (epizódok: 26 – 36)
| #  | Epizód címe | Első japán sugárzás | Első magyar sugárzás |
| -- | --- | ------------------- | -------------------- |
| 15 | A hős Herkules csodát tesz! Kihívás az űrből! Yūsha Satan yo Kiseki o Okose! Uchū Kara no Chōsenjō!! (勇者サタンよ奇跡を起こせ！宇宙からの挑戦状！！; Hepburn: Yūsha Satan yo Kiseki o Okose! Uchū Kara no Chōsenjō!!)                                                    | 2015. október 18.   | 2018. április 16.    |
| 16 | Vegita tanítvány lett? Így kell meggyőzni Whist! Bejīta ga Deshi’iri!? Uisu o Kōryakuse yo! (ベジータが弟子入り！？ ウイスを攻略せよ！; Hepburn: Bejīta ga Deshi’iri!? Uisu o Kōryakuse yo!)                                                                              | 2015. október 25.   | 2018. április 17.    |
| 17 | Szervusz Pan! Son Goku szökési terve? Pan Tanjo! Soshite Goku wa Shugyo no Tabi E!? (パン誕生!そして悟空は修行の旅へ！？; Hepburn: Pan Tanjo! Soshite Goku wa Shugyo no Tabi E!?)                                                                                         | 2015. november 1.   | 2018. április 18.    |
| 18 | Nem rázhatsz le! Kezdődjék a kiképzés Bills otthonában! Ora mo kita zo! Birusu-sei de shugyō kaishi da! (オラも来たゾ！ビルス星で修行開始だ！; Hepburn: Ora mo Kita zo! Birusu-sei de Shugyō Kaishi da!)                                                                  | 2015. november 8.   | 2018. április 19.    |
| 19 | A rémálom folytatódik! Dermesztő feltámad! Zetsubō futatabi! Aku no teiō Furīza no fukkatsu! (絶望ふたたび！ 悪の帝王フリーザの復活！; Hepburn: Zetsubō Futatabi! Aku no Teiō Furīza no Fukkatsu!)                                                                        | 2015. november 15.  | 2018. április 20.    |
| 20 | Jaco figyelmeztetése! Közeledik Dermesztő és 1000 fős serege! Jako kara no keikoku! Semari kuru Furīza to 1000-ri no heishi-tachi! (ジャコからの警告！ 迫り来るフリーザと1000人の兵士達！; Hepburn: Jako kara no keikoku! Semari kuru Furīza to 1000-ri no heishi-tachi!) | 2015. november 22.  | 2018. április 23.    |
| 21 | Kezdődjék a bosszú! A Dermesztő hadtest célba veszi Son Gohant! Fukushū no Hajimari! Furīza-gun no Akuiga satoshi Gohan outsu! (復讐のはじまり! フリーザ軍の悪意が悟飯を撃つ!; Hepburn: Fukushū no Hajimari! Furīza-gun no Akuiga satoshi Gohan outsu!)                   | 2015. november 29.  | 2018. április 24.    |
| 22 | Csere! Váratlan visszatérés! Hiszen ez Ginyu! Chēnji! Masaka no fukkatsu! Sono na wa Ginyū!! (チェーンジ！ まさかの復活！ その名はギ二ュー！！; Hepburn: Chēnji! Masaka no fukkatsu! Sono na wa Ginyū!!)                                                                  | 2015. december 6.   | 2018. április 25.    |
| 23 | A Föld és Son Gohan végveszélyben! Gyere már Son Goku! Chikyū ga! Gohan ga! Zettaizetsumei! Hayaku Kite kure Son Gokū!! (地球が！ 悟飯が！ 絶体絶命！ 早く来てくれ孫悟空！！; Hepburn: Chikyū ga! Gohan ga! Zettaizetsumei! Hayaku Kite kure Son Gokū!!)                  | 2015. december 13.  | 2018. április 26.    |
| 24 | Nézd mennyit fejlődtem! Dermesztő vs. Son Goku! Gekitotsu! Furīza Tai Son Gokū Kore ga Ora no Shugyō no Seika da! (激突！ フリーザVS孫悟空. これがオラの修行の成果だ！; Hepburn: Gekitotsu! Furīza Tai Son Gokū Kore ga Ora no Shugyō no Seika da!)                       | 2015. december 20.  | 2018. április 27.    |
| 25 | Korlátok nélkül! Az arany Dermesztő visszavág! Zenkai Batoru! Fukushū no Gōruden Furīza (全開バトル! 復讐のゴールデンフリーザ; Hepburn: Zenkai Batoru! Fukushū no Gōruden Furīza)                                                                                         | 2015. december 27.  | 2018. április 30.    |
| 26 | Felcsillan a remény! Ne hagyd magad Son Goku! Dai pinchi ni shōki ga mieta! Hangeki kaishida Son Gokū! (大ピンチに勝機が見えた！ 反撃開始だ孫悟空！; Hepburn: Dai pinchi ni shōki ga mieta! Hangeki kaishida Son Gokū!)                                                   | 2016. január 10.    | 2018. május 1.       |
| 27 | Felrobban a Föld? A mindent eldöntő kamehameha! Chikyū bakuhatsu!? Ketchaku no kamehamenami (地球爆発！？ 決着のかめはめ波; Hepburn: Chikyū bakuhatsu!? Ketchaku no kamehamenami)                                                                                         | 2016. január 17.    | 2018. május 2.       |

### 6-os Univerzum Saga (28-46. rész)
Nyitódal
"Excellent Dynamic! (超絶☆ダイナミック！; Hepburn: Chōzetsu☆Dynamic!) – előadó: Kazuya Yoshii (epizódok: 1 – 76)
Záródal
Light Pink (薄紅; Hepburn: Usubeni) – előadó: LACCO TOWER (epizódok: 26 – 36)
Forever Dreaming (フォーエバードリーミング; Hepburn: Fōebā Dorīmingu) – előadó: Czecho No Republic (epizódok: 37 – 49)
| #  | Epizód címe | Első japán sugárzás | Első magyar sugárzás |
| -- | --- | ------------------- | -------------------- |
| 28 | Vendég a 6-os Univerzumból! Champa, a Pusztítás Istene! Dai-Roku Uchū no hakaishin sono na wa Shanpa (第6宇宙の破壊神 その名はシャンパ; Hepburn: Dai-Roku Uchū no hakaishin sono na wa Shanpa)                                                                                                | 2016. január 24.    | 2018. május 3.       |
| 29 | Szervezzünk harcművészeti versenyt! A csapatkapitány Son Gokunál is erősebb? Kakutō Shiai Kaisai Kettei! Shushō wa Gokū yori Tsuyoi Yatsu (格闘試合開催決定！ 主将は悟空より強いヤツ; Hepburn: Kakutō Shiai Kaisai Kettei! Shushō wa Gokū yori Tsuyoi Yatsu)                                  | 2016. január 31.    | 2018. május 4.       |
| 30 | Összefoglaló a bajnoksághoz! Ki kerüljön be a csapatba? "Kakutō shiai" e no o sarai nokori futari no menbā wa dareda!? (『格闘』試合へのおさらい残り二人のメンバーは誰だ！？; Hepburn: "Kakutō shiai" e no o sarai nokori futari no menbā wa dareda!?)                                        | 2016. február 7.    | 2018. május 7.       |
| 31 | Irány Zuno mester! Faggassuk ki a szuper kristálygömbökről! Zunō-sama no moto e! Sūpā Doragon Bōru no arika o kikidase! (ズノー様のもとへ！ 超ドラゴンボールのありかを聞き出せ！; Hepburn: Zunō-sama no moto e! Sūpā Doragon Bōru no arika o kikidase!)                                       | 2016. február 14.   | 2018. május 8.       |
| 32 | Kezdődjék a bajnokság! Irány a "Névtelen bolygó"! Shiaikaishi da! Min’na de “Namae no nai hoshi” e! (試合開始だ！ みんなで『名前の無い星』へ！; Hepburn: Shiaikaishi da! Min’na de “Namae no nai hoshi” e!)                                                                                   | 2016. február 21.   | 2018. május 9.       |
| 33 | Meglepetés kedves 6-os Univerzum! Íme Son Goku szuperharcos alakja! Odoroke Dai-Roku Uchū yo! Kore ga Sūpā Saiya-jin ・ Son Gokū da! (驚け第6宇宙よ！ これが超サイヤ人・孫悟空だ！; Hepburn: Odoroke Dai-Roku Uchū yo! Kore ga Sūpā Saiya-jin ・ Son Gokū da!)                                | 2016. február 28.   | 2018. május 10.      |
| 34 | Ifjú Sátán vs. Fagyasztó! Minden a démon inspirálon múlik! Pikkoro VS Furosuto! Makankōsappō ni subete o kakero! (ピッコロVSフロスト！ 魔貫光殺砲にすべてをかけろ！; Hepburn: Pikkoro VS Furosuto! Makankōsappō ni subete o kakero!)                                                          | 2016. március 6.    | 2018. május 11.      |
| 35 | Használd fel a dühödet! Vegita nagy meccse! Ikari o chikara ni kaero! Bejīta no zenkai batoru (怒りを力に変えろ！ ベジータの全開バトル; Hepburn: Ikari o chikara ni kaero! Bejīta no zenkai batoru)                                                                                           | 2016. március 20.   | 2018. május 14.      |
| 36 | Váratlan nehézségek! Vegita felrobban a méregtől! Masaka no Dai-Kusen! Bejīta Ikari no Dai-Bakuhatsu! (まさかの大苦戦！ ベジータ怒りの大爆発！; Hepburn: Masaka no Dai-Kusen! Bejīta Ikari no Dai-Bakuhatsu!)                                                                                 | 2016. március 27.   | 2018. május 15.      |
| 37 | Légy büszke csillagharcos! Vegita vs. Kábszta! Saiyajin no hokori o wasureruna! Bejīta VS Dai-Roku Uchū no saiyajin (サイヤ人の誇りを忘れるな！ ベジータVS第6宇宙のサイヤ人; Hepburn: Saiyajin no hokori o wasureruna! Bejīta VS Dai-Roku Uchū no saiyajin)                                   | 2016. április 3.    | 2018. május 16.      |
| 38 | A 6-os Univerzum legerősebb harcosa! Íme a bérgyilkos, Hit! Dai-Roku Uchū saikyō no senshi! Koroshi ya Hitto kenzan!! (第6宇宙最強の戦士！ 殺し屋ヒット見参！！; Hepburn: Dai-Roku Uchū saikyō no senshi! Koroshi ya Hitto kenzan!!)                                                          | 2016. április 10.   | 2018. május 17.      |
| 39 | Mit lehet tenni az "időugrás" ellen?! Son Goku beveti az új technikáját! Seichōshita "toki tobashi" no hangeki!? Deru ka!? Gokū no aratana waza! (成長した"時とばし"の反撃！？ 出るか！？ 悟空の新たな技！; Hepburn: Seichōshita "toki tobashi" no hangeki!? Deru ka!? Gokū no aratana waza!) | 2016. április 17.   | 2018. május 18.      |
| 40 | Itt a vége! Ki nyer végül? Bills vagy Champa? Tsuini ketchaku! Shōsha wa Birusu? Soretomo Shanpa? (ついに決着！ 勝者はビルス？ それともシャンパ？; Hepburn: Tsuini ketchaku! Shōsha wa Birusu? Soretomo Shanpa?)                                                                              | 2016. április 24.   | 2018. május 21.      |
| 41 | Megidézlek szentsárkány, hogy valóra váltsd a kívánságomat! Köszi-mőszi! Ide deyo kami no ryū - soshite negai o kanaete chonmage! (出でよ神の龍 - そして願いを叶えてちょんまげ！; Hepburn: Ide deyo kami no ryū - soshite negai o kanaete chonmage!)                                          | 2016. május 1.      | 2018. május 22.      |
| 42 | Zűrös győzelmi parti! Monaka végre kiáll Son Goku ellen? Haran no Shukushō-kai! Tsuini Taiketsu!? Monaka Tai Son Gokū (波乱の祝勝会！遂に対決！？モナカＶＳ孫悟空; Hepburn: Haran no Shukushō-kai! Tsuini Taiketsu!? Monaka Tai Son Gokū)                                                     | 2016. május 8.      | 2018. május 23.      |
| 43 | Son Goku elvesztette az irányítást az ereje felett! Panra vigyázni kemény dió! Gokū no “Ki” ga seigyo funō!? Pan no osewa de shikuhakku! (悟空の『気』が制御不能！？ パンのお世話で四苦八苦; Hepburn: Gokū no “Ki” ga seigyo funō!? Pan no osewa de shikuhakku!)                              | 2016. május 15.     | 2018. május 24.      |
| 44 | A Potofu bolygó titka! Mi az a mágikus víz? Potofu sei no fūin toki hanatareta “Chōjin sui” no himitsu (ポトフ星の封印解き放たれた“超人水”の秘密; Hepburn: Potofu sei no fūin toki hanatareta “Chōjin sui” no himitsu)                                                                        | 2016. május 22.     | 2018. május 25.      |
| 45 | Vegita eltűnik? A veszélyes duplikátum! Bejīta ga kieru!? Fukusei bejīta no kyōi! (ベジータが消える！？ 複製ベジータの脅威！; Hepburn: Bejīta ga kieru!? Fukusei bejīta no kyōi!) | 2016. május 29.     | 2018. május 28.      |
| 46 | Son Goku vs. Duplikátum Vegita! Vajon ki fog győzni? Gokū tai fukusei Bejīta! Katsu no wa dotchida!? (悟空VS複製ベジータ！ 勝つのはどっちだ！？; Hepburn: Gokū tai fukusei Bejīta! Katsu no wa dotchida!?)                                                                                    | 2016. június 5.     | 2018. május 29.      |

### Jövőbeli Trunks Saga (47–76. rész)
Nyitódal
"Excellent Dynamic! (超絶☆ダイナミック！; Hepburn: Chōzetsu☆Dynamic!) – előadó: Kazuya Yoshii (epizódok: 1 – 76)
Záródal
Forever Dreaming (フォーエバードリーミング; Hepburn: Fōebā Dorīmingu) – előadó: Czecho No Republic (epizódok: 37 – 49)
It's Fine Dance (よかよかダンス; Hepburn: Yoka Yoka Dansu) – előadó: Batten Show Jo Tai (epizódok: 50 – 59)
Chaofan Music (炒飯MUSIC; Hepburn: Chāhan Myūjikku) - előadó: Arukara (epizódok: 60 - 72)
Evil Angel and Righteous Devil (悪の天使と正義の悪魔; Hepburn: Aku no Tenshi to Seigi no Akuma) - előadó: The Collectors (epizódok: 73 - 83)
| #  | Epizód címe | Első japán sugárzás  | Első magyar sugárzás |
| -- | --- | -------------------- | -------------------- |
| 47 | Segélykérés a jövőből! Újabb sötét gonosz a láthatáron! Mirai kara no esuōesu! Kuroki arata na teki arawaru!! (未来からのSOS！ 黒き新たな敵現る！; Hepburn: Mirai kara no esuōesu! Kuroki arata na teki arawaru!!)                                                      | 2016. június 12.     | 2018. május 30.      |
| 48 | Visszatér a remény? Térj magadhoz Trunks! Kibō!! Futatabi - Imade mezame yo Torankusu (HOPE!! 再び 現在で目覚めよトランクス; Hepburn: Kibō!! Futatabi - Imade mezame yo Torankusu)                                                                                      | 2016. június 19.     | 2018. május 31.      |
| 49 | Üzenet a jövőből! Felbukkan Black Goku! Mirai kara no messēji - Gokū Burakku shūrai! (未来からのメッセージ ゴクウブラック襲来！; Hepburn: Mirai kara no messēji - Gokū Burakku shūrai!)                                                                                 | 2016. június 26.     | 2018. június 1.      |
| 50 | Son Goku vs. Black Goku! Út a jövőbe! Gokū VS Burakku! Tozasareta mirai e no michi (悟空VSブラック！ 閉ざされた未来への道; Hepburn: Gokū VS Burakku! Tozasareta mirai e no michi)                                                                                       | 2016. július 3.      | 2018. június 4.      |
| 51 | Időn átívelő érzelmek: Trunks és Mai! Toki o koeta omoi - Torankusu to Mai (時をこえた想い - トランクスとマイ; Hepburn: Toki o koeta omoi - Torankusu to Mai) | 2016. július 10.     | 2018. június 5.      |
| 52 | Mester és tanítványa! Son Gohan és a "Jövőbeli" Trunks találkozása! Shitei saikai - Son Gohan to "Mirai" Torankusu (師弟再会 - 孫悟飯と未来トランクス; Hepburn: Shitei saikai - Son Gohan to "Mirai" Torankusu)                                                         | 2016. július 17.     | 2018. június 6.      |
| 53 | Fény derül Black valódi kilétére! Irány a 10-es Univerzumbéli Istenek világa! Burakku no shōtai o abake! Iza dai 10 uchū no kaiōshin kai e! (ブラックの正体を暴け！ いざ第10宇宙の界王神界へ！; Hepburn: Burakku no shōtai o abake! Iza dai 10 uchū no kaiōshin kai e!) | 2016. július 31.     | 2018. június 7.      |
| 54 | A csillagharcosok leszármazottja! Trunks nagy elhatározása! Saiyajin no chiohikumono - Torankusu no ketsui (サイヤ人の血をひく者 - トランクスの決意; Hepburn: Saiyajin no chiohikumono - Torankusu no ketsui)                                                           | 2016. augusztus 7.   | 2018. június 8.      |
| 55 | Szeretnék találkozni Son Gokuval! Látogatás a Mindenek Uránál! Son Gokū ni aitai no ne - Zenō-sama kara no yobidashi! (孫悟空に会いたいのね - 全王様からのよびだし！; Hepburn: Son Gokū ni aitai no ne - Zenō-sama kara no yobidashi!)                                  | 2016. augusztus 21.  | 2018. június 11.     |
| 56 | Visszavágó Black ellen! Íme a Pink Szuper Csillagharcos! Saisen Gokū Burakku! Sūpā Saiya-jin Roze tōjō!! (再戦ゴクウブラック! 超サイヤ人ロゼ登場！！; Hepburn: Saisen Gokū Burakku! Sūpā Saiya-jin Roze tōjō!!)                                                         | 2016. augusztus 28.  | 2018. június 12.     |
| 57 | A sebezhetetlen istenség, Zamasu színre lép! Fujimi no karada o motsu kami - Zamasu kōrin (不死身の体を持つ神 - ザマス降臨; Hepburn: Fujimi no karada o motsu kami - Zamasu kōrin)                                                                                      | 2016. szeptember 4.  | 2018. június 13.     |
| 58 | Zamasu és Black! A rejtély fokozódik! Zamasu to Burakku - Fukamaru futari no nazo (ザマスとブラック - 深まる二人の謎; Hepburn: Zamasu to Burakku - Fukamaru futari no nazo)                                                                                             | 2016. szeptember 11. | 2018. június 14.     |
| 59 | Óvjuk meg Gowasu mestert és végezzünk Zamasuval! Kaiōshin Gowasu o mamore - Zamasu o hakai seyo! (界王神ゴワスを守れ - ザマスを破壊せよ!; Hepburn: Kaiōshin Gowasu o mamore - Zamasu o hakai seyo!)                                                                     | 2016. szeptember 25. | 2018. június 15.     |
| 60 | Vissza a jövőbe! Fény derül Black Goku valódi kilétére! Futatabi mirai e - Akasareru Gokū Burakku no shōtai!! (再び未来へ - 明かされるゴクウブラックの正体; Hepburn: Futatabi mirai e - Akasareru Gokū Burakku no shōtai!!)                                             | 2016. október 2.     | 2018. június 18.     |
| 61 | Zamasu becsvágya! A hátborzongató "Zéró halandó terv"! Zamasu no yabō - Katarareru kyōfu no “Ningen 0 keikaku” (ザマスの野望 - 語られる恐怖の『人間0計画』; Hepburn: Zamasu no yabō - Katarareru kyōfu no “Ningen 0 keikaku”)                                           | 2016. október 9.     | 2018. június 19.     |
| 62 | Megmentem a világot! Trunks tomboló ereje felszínre tör! Sekai wa ore ga mamoru! Torankusu ikari no sūpā pawā sakuretsu!! (世界はオレが守る! トランクス怒りの超パワー炸裂!!; Hepburn: Sekai wa ore ga mamoru! Torankusu ikari no sūpā pawā sakuretsu!!)                 | 2016. október 16.    | 2018. június 20.     |
| 63 | Ne mocskold be a csillagharcosok sejtjeit! Vegita hősies küzdelme! Saiya-jin no saibō o kegasu na! Bejīta no sōzetsu batoru kaien!! (サイヤ人の細胞を汚すな! ベジータの壮絶バトル開演!!; Hepburn: Saiya-jin no saibō o kegasu na! Bejīta no sōzetsu batoru kaien!!)     | 2016. október 23.    | 2018. június 21.     |
| 64 | Tiszteljetek és imádjatok! Színrelép a Zamasu fúzió! Agameyo! Tataeyo! Gattai Zamasu bakutan!! (崇めよ! 讃えよ! 合体ザマス爆誕!!; Hepburn: Agameyo! Tataeyo! Gattai Zamasu bakutan!!)                                                                                   | 2016. október 30.    | 2018. június 22.     |
| 65 | Ez a végső ítélet? Az abszolút Isten határtalan ereje! Saigo no shipan ka!? Zettai shin no kyūkyoku no pawā! (最後の審判か!? 絶対神の究極の力!; Hepburn: Saigo no shipan ka!? Zettai shin no kyūkyoku no pawā!)                                                         | 2016. november 6.    | 2018. június 25.     |
| 66 | Leszámolás! A feladni képtelen harcosok csodálatos ereje! Kessen! Akiramenai senshi-tachi no kiseki no pawā! (最後の審判か!? 絶対神の究極の力!; Hepburn: Kessen! Akiramenai senshi-tachi no kiseki no pawā!)                                                            | 2016. november 13.   | 2018. június 26.     |
| 67 | Új remény éled a szívben! Viszlát Trunks! Aratana kibō!! O mune ni - saraba Torankusu (新たなHOPE!! を胸に - さらばトランクス; Hepburn: Aratana kibō!! O mune ni - saraba Torankusu)                                                                                    | 2016. november 20.   | 2018. június 27.     |
| 68 | Megidézlek Shenlong! Kinek a kívánsága teljesül? Ideyo Shenlong! Kanaeru negai wa dare no mono!? (いでよ神龍! 叶える願いは誰のもの!?; Hepburn: Ideyo Shenlong! Kanaeru negai wa dare no mono! ?)                                                                        | 2016. november 27.   | 2018. június 28.     |
| 69 | Son Goku vs. Arale! Képtelen küzdelemben vész oda a Föld? Gokū VS Arare! Hachamechabatoru de Chikyū ga owaru!? (悟空VSアラレ! ハチャメチャバトルで地球が終わる!?; Hepburn: Gokū VS Arare! Hachamechabatoru de Chikyū ga owaru!?)                                        | 2016. december 4.    | 2018. június 29.     |
| 70 | Champa újabb kihívása! A nagy baseball mérkőzés! Shanpa kara no chōsen-jō! Kondo wa yakyū de shōbuda!! (シャンパからの挑戦状! 今度は野球で勝負だ!!; Hepburn: Shanpa kara no chōsen-jō! Kondo wa yakyū de shōbuda!!)                                                     | 2016. december 11.   | 2018. július 2.      |
| 71 | Son Goku halála! Az elkerülhetetlen bérgyilkosság! Gokū shisu! Zettai shikkō no ansatsu ninrai! (悟空死す! 絶対執行の暗殺任頼!; Hepburn: Gokū shisu! Zettai shikkō no ansatsu ninrai!)                                                                                  | 2016. december 18.   | 2018. július 3.      |
| 72 | Son Goku visszavág? A láthatatlan gyilkos technika! Hangeki naruka!? Mienai koroshi no waza!! (反撃なるか!? 見えない殺しの技!!; Hepburn: Hangeki naruka!? Mienai koroshi no waza!!)                                                                                     | 2016. december 25.   | 2018. július 4.      |
| 73 | Szerencsétlen Son Gohan! Film készül az Intergalaktikus Harcosból? Gohan no sainan! Gurētosaiyaman masakano eiga ka!? (悟飯の災難! グレートサイヤマンまさかの映画化!?; Hepburn: Gohan no sainan! Gurētosaiyaman masakano eiga ka!?)                                     | 2017. január 8.      | 2018. július 5.      |
| 74 | Mindent a szeretteimért! A rettenthetetlen Intergalaktikus Harcos! Aisuru mono no tame ni! Fukutsu no Gurēto Saiyaman!! (愛するもののために! 不屈のグレートサイヤマン!!; Hepburn: Aisuru mono no tame ni! Fukutsu no Gurēto Saiyaman!!)                                 | 2017. január 15.     | 2018. július 6.      |
| 75 | Son Goku és Krilin! Visszatérés a gyökerekhez! Gokū to Kuririn - Natsukashi no shugyō no ba e! (悟空とクリリン - 懐かしの修行の場へ!; Hepburn: Gokū to Kuririn - Natsukashi no shugyō no ba e!)                                                                         | 2017. január 22.     | 2018. július 9.      |
| 76 | Győzzük le a félelmet! Krilin harci kedve újra fellángol! Kowa teki o uchiyabure! Kuririn no tōshi futatabi! (恐敵を打ち破れ！クリリンの闘志ふたたび！; Hepburn: Kowa teki o uchiyabure! Kuririn no tōshi futatabi!)                                                    | 2017. január 29.     | 2018. július 10.     |

### Univerzum túlélőpróba Saga (77-131. rész)
Nyitódal
Limit-Break x Survivor – előadó: Hikawa Kiyoshi (epizódok: 77 - 131)
Záródal
Evil Angel and Righteous Devil (悪の天使と正義の悪魔; Hepburn: Aku no Tenshi to Seigi no Akuma) - előadó: The Collectors (epizódok: 73 - 83)
Boogie Back - előadó: Inoue Miyu (epizódok: 84 - 96)
Haruka - előadó: LACCO TOWER (epizódok: 97 - 108)
By a 70cm Square Window - előadó: RottenGraffty (epizódok: 109 - 121)
Lagrima - előadó: OnePixecel (epizódok: 122 - 131)
| #       | Epizód címe | Első japán sugárzás  | Első magyar sugárzás          |
| ------- | --- | -------------------- | ----------------------------- |
| 77      | Kezdjük el végre, Mindenek Ura! Az Erő Nagytornája! Yarou ze Zenō-sama! Uchū ichi Budō-kai!! (やろうぜ全王様! 宇宙一武道会!!; Hepburn: Yarou ze Zenō-sama! Uchū ichi Budō-kai!!) | 2017. február 5.     | 2019. március 25.             |
| 78      | Rettegnek az Istenek! A Nagytorna veszteseit eltörlik! Zen uchū no kami-sama mo don hiki!? Maketara shōmetsu "Chikara no taikai" (全宇宙の神様もドン引き!? 負けたら消滅「力の大会」); Hepburn: Zen uchū no kami-sama mo don hiki!? Maketara shōmetsu "Chikara no taikai")                                                                             | 2017. február 12.    | 2019. március 26.             |
| 79      | A 9-es Univerzumbéli Bazsali vs. a 7-es Univerzumbéli Bubu! Dai-9 uchū keri no Bajiru tai dai-7 uchū Majinbū!! (第9宇宙蹴りのバジルVS第7宇宙魔人ブウ!!; Hepburn: Dai-9 uchū keri no Bajiru tai dai-7 uchū Majinbū!!) | 2017. február 19.    | 2019. március 27.             |
| 80      | Ébreszd fel a benned szunnyadó harci szellemet! Hajrá Son Gohan! Nemutta tōshi o yobisamase! Son Gohan no tatakai!! (眠った闘志を呼び覚ませ! 孫悟飯の闘い!!; Hepburn: Nemutta tōshi o yobisamase! Son Gohan no tatakai!!) | 2017. február 26.    | 2019. március 28.             |
| 81      | Bergamo, a zúzó vs. Son Goku! Melyikük ereje korlátlan? Tsubushi no Berugamo VS Son Gokū! Aotenjō no tsuyosa wa dotchida!? (潰しのベルガモVS孫悟空! 青天井の強さはどっちだ!?; Hepburn: Tsubushi no Berugamo VS Son Gokū! Aotenjō no tsuyosa wa dotchida!?)                                                                                            | 2017. március 5.     | 2019. március 29.             |
| 82      | Ez megbocsáthatatlan Son Goku! Az Igazság Bajnoka Toppo közbelép! Son Gokū yurusumaji! Seigi no senshi Toppo ran'nyū!!! (孫悟空許すまじ! 正義の戦士トッポ乱入!!; Hepburn: Son Gokū yurusumaji! Seigi no senshi Toppo ran'nyū!!!) | 2017. március 19.    | 2019. április 1.              |
| 83      | Állítsuk össze a 7-es Univerzum csapatát! Ki a tíz legerősebb harcos? Dai-7 uchū daihyō chīmu o kessei seyo! Saikyō no 10-ri wa dareda? (第7宇宙代表チームを結成せよ! 最強の10人は誰だ!?; Hepburn: Dai-7 uchū daihyō chīmu o kessei seyo! Saikyō no 10-ri wa dareda?)                                                                                 | 2017. március 26.    | 2019. április 2.              |
| 84      | Son Goku toboroz - Krilin és C-18! Sukautoman Son Gokū - Kuririn to 18-gō o izanau (スカウトマン孫悟空 クリリンと18号を誘う; Hepburn: Sukautoman Son Gokū - Kuririn to 18-gō o izanau) | 2017. április 2.     | 2019. április 3.              |
| 85      | Felbolydul a Multiverzum! Tervek és remények! Ugokidasu uchū - sorezore no omowaku (動き出す宇宙 - それぞれの思惑; Hepburn: Ugokidasu uchū - sorezore no omowaku) | 2017. április 9.     | 2019. április 4.              |
| 86      | Az első összecsapás! C-17-es android vs. Son Goku! Hajimete Majiwaru Kobushi! Jinzōningen Jūnana-Gō Bāsasu Son Gokū!! (初めて交わる拳！人造人間１７号ＶＳ孫悟空！！; Hepburn: Hajimete Majiwaru Kobushi! Jinzōningen Jūnana-Gō Bāsasu Son Gokū!!) | 2017. április 16.    | 2019. április 5.              |
| 87      | Vadásszuk le az orvvadászokat! Son Goku és C-17 együtt harcol! Mitsuryō-dan o Kare! Gokū to Jūnana-Gō no Kyōtō!! (密漁団を狩れ！悟空と１７号の共闘！！; Hepburn: Mitsuryō-dan o Kare! Gokū to Jūnana-Gō no Kyōtō!!) | 2017. április 23.    | 2019. április 8.              |
| 88      | Son Gohan és Ifjú Sátán - A kegyetlen kiképzés! Gohan to Pikkoro Shitei gekitotsu no Genkai shugyō! (悟飯とピッコロ 師弟激突の限界修業！; Hepburn: Gohan to Pikkoro Shitei gekitotsu no Genkai shugyō!) | 2017. április 30.    | 2019. április 9.              |
| 89      | A titokzatos szépség! Rejtélyes erő Tensinhan dodzsójában? Arawareta nazo no bijo! Tenshin-ryū Dōjō no kai!? (現れた謎の美女! 天津流道場の怪!?; Hepburn: Arawareta nazo no bijo! Tenshin-ryū Dōjō no kai!?) | 2017. május 7.       | 2019. április 10.             |
| 90      | Szegezd a tekinteted az előtted álló akadályra! Son Goku vs. Son Gohan! Koerubeki kabe o misuete! Gokū bāsasu Gohan (超えるべき壁を見据えて! 悟空VS悟飯; Hepburn: Koerubeki kabe o misuete! Gokū bāsasu Gohan) | 2017. május 14.      | 2019. április 11.             |
| 91      | Melyik univerzum lesz a győztes? Gyűlnek a csapattagok! Kachinokoru no wa dono Uchū da!? Zokuzoku to tsudou Saikyō no senshi-tachi!! (勝ち残るのはどの宇宙だ!? 続々と集う最強の戦士たち!!; Hepburn: Kachinokoru no wa dono Uchū da!? Zokuzoku to tsudou Saikyō no senshi-tachi!!)                                                                     | 2017. május 21.      | 2019. április 12.             |
| 92      | Vészhelyzet! Hiányos a csapat! Kinkyū jitai hassei! Sorowanai jū nin no menbā!! (緊急事態発生! そろわない10人のメンバー!!; Hepburn: Kinkyū jitai hassei! Sorowanai jū nin no menbā!!) | 2017. május 28.      | 2019. április 15.             |
| 93      | Te leszel a tizedik harcos! Son Goku elmegy Dermesztőért! Jū ninme no senshi wa omē da! Gokū Furīza no moto e!! (10人目の戦士はおめえだ! 悟空 フリーザのもとへ!!; Hepburn: Jū ninme no senshi wa omē da! Gokū Furīza no moto e!!) | 2017. június 4.      | 2019. április 16.             |
| 94      | Feltámad a rettegett nagyúr! Rejtélyes orvvgyilkosok! Aku no Teiō fukkatsu! Demukaeru Nazo no Shikaku-tachi!? (悪の帝王復活! 出迎える謎の刺客たち!?; Hepburn: Aku no Teiō fukkatsu! Demukaeru Nazo no Shikaku-tachi!?) | 2017. június 11.     | 2019. április 17.             |
| 95      | A leggonoszabb! A legördögibb! Dermesztő elszabadul! Saikyō! Saiaku! Furīza Ōabare!! (凶! 最悪! フリーザ大暴れ!!; Hepburn: Saikyō! Saiaku! Furīza Ōabare!!) | 2017. június 18.     | 2019. április 18.             |
| 96      | Eljött az idő! A világok sorsa a tét, irány a Zéró Tér! Toki wa kita! Uchū no Meiun o kake Mu no Kai e!! (時はきた! 宇宙の命運をかけ無の界へ!!; Hepburn: Toki wa kita! Uchū no Meiun o kake Mu no Kai e!!!) | 2017. június 25.     | 2019. április 19.             |
| 97      | A cél a túlélés! Kezdődik az Erő Nagytornája! Ikinokore! Tsui ni kaimaku Chikara no Taikai!! (生き残れ! ついに開幕「力の大会」!!; Hepburn: Ikinokore! Tsui ni kaimaku Chikara no Taikai!!) | 2017. július 2.      | 2019. április 22.             |
| 98      | Ó, a bizonytalanság! Kétségbeesett univerzum! Ā mujou! Zetsubō suru Uchū!! (あぁ無常! 絶望する宇宙!!; Hepburn: Ā mujou! Zetsubō suru Uchū!!) | 2017. július 9.      | 2019. április 23.             |
| 99      | Mutasd mit tudsz! Krilin rejtett tehetsége! Misetsukero! Kuririn no sokojikara!! (見せつけろ! クリリンの底力!!; Hepburn: Misetsukero! Kuririn no sokojikara!!) | 2017. július 16.     | 2019. április 24.             |
| 100     | Elszabadulnak az indulatok! Az őrjöngő harcos színre lép! Daibōsō! Mezame araburu Kyōsenshi!! (大暴走! 目覚め荒ぶる狂戦士!!; Hepburn: Daibōsō! Mezame araburu Kyōsenshi!!) | 2017. július 23.     | 2019. április 25.             |
| 101     | Színre lépnek az igazság harcosai! Íme a Büszke Hadtest! Semari kuru seigi no senshi! Puraido Torūpāsu!! (迫りくる正義の戦士！プライド・トルーパス！！; Hepburn: Semari kuru seigi no senshi! Puraido Torūpāsu!!) | 2017. július 30.     | 2019. április 26.             |
| 102     | A szeretet ereje robbanásveszélyes? A 2-es Univerzum varázslatos harcoslányai! Ai no chikara ga dai bakuhatsu!? dai ni uchu majo-kko senshi!! (愛の力が大爆発！？ 第２宇宙の魔女っ子戦士！！; Hepburn: Ai no chikara ga dai bakuhatsu!? dai ni uchu majo-kko senshi!!)                                                                                | 2017. augusztus 6.   | 2019. április 29.             |
| 103     | Ne kegyelmezz Son Gohan! Leszámolás a 10-es Univerzummal! Gohan yo hijōnare! Dai ju uchu to no kessen!! (悟飯よ非情なれ！第10宇宙との決戦!!; Hepburn: Gohan yo hijōnare! Dai ju uchu to no kessen!!) | 2017. augusztus 13.  | 2019. április 30.             |
| 104     | A villámgyors harcosok összecsapása! Son Goku és Hit egyesítik erőiket! Chōzetsu kōsoku batoru boppatsu! Gokū to hitto no kyōdō sensen!! (超絶光速バトル勃発! 悟空とヒットの共同戦線!!); Hepburn: Chōzetsu kōsoku batoru boppatsu! Gokū to hitto no kyōdō sensen!!)                                                                                   | 2017. augusztus 20.  | 2019. május 1.                |
| 105     | Elkeseredett küzdelem! Zseniális Teknős élete veszélyben! Funsen! Mutenroshi inochi o Moyasu!! (奮戦！ 武天老師命を燃やす！！; Hepburn: Funsen! Mutenroshi inochi o Moyasu!!) | 2017. augusztus 27.  | 2019. május 2.                |
| 106     | Ki leselkedik ránk? Élet-halál harc a láthatatlan támadóval! Mikiwamero! Sugata naki atakkā to no shitō!! (見極めろ！ 姿なきアタッカーとの死闘!!; Hepburn: Mikiwamero! Sugata naki atakkā to no shitō!!) | 2017. szeptember 3.  | 2019. május 3.                |
| 107     | Eljött a bosszú ideje! Az alattomos csapda! Fukushū no Efu! Shikakerareta Kōkatsu na Wana!? (復讐の「F」！ しかけられた狡猾な罠！？; Hepburn: Fukushū no Efu! Shikakerareta Kōkatsu na Wana!?) | 2017. szeptember 17. | 2019. május 6.                |
| 108     | Dermesztő és Fagyasztó! Szövetkeznek a gonoszok? Furīza to Furosuto! Majiwaru Akui!? (フリーザとフロスト！交わる悪意！？; Hepburn: Furīza to Furosuto! Majiwaru Akui!?) | 2017. szeptember 24. | 2019. május 7.                |
| 109 110 | Son Goku legerősebb ellenfele színre lép! Mindent bele! A halálos Genki golyó! Goku ni Semaru Saikyo no Teki! Ima Koso Hanate! Hisassu no Genki-Dama!! (悟空に迫る最強の敵！今こそ放て！必殺の元気玉！！)Son Goku ébredése! A tudatosság új szintje! Son Gokū kakusei! Mezameshi mono no aratanaru gokui!! (孫悟空覚醒！目覚めし者の新たなる極意！！) | 2017. október 8.     | 2019. május 8. 2019. május 9. |
| 111     | Szürreális végső küzdelem! Hit vs. Jiren! I jigen no kyokuchi batoru! Hitto basasu Jiren!! (異次元の極致バトル! ヒットVSジレン!!; Hepburn: I jigen no kyokuchi batoru! Hitto basasu Jiren!!) | 2017. október 15.    | 2019. május 10.               |
| 112     | Egy csillagharcos ígérete! Vegita fogadalmat tesz! Saiya-jin no chikai! Bejīta no kakugo!! (サイヤ人の誓い！ ベジータの覚悟！！; Hepburn: Saiya-jin no chikai! Bejīta no kakugo!!) | 2017. október 22.    | 2019. május 13.               |
| 113     | Örömmel! Újabb féktelen csillagharcos küzdelem! Kiki to Shite! Sentō-kyō Saiya-jin Batoru Futatabi!! (嬉々として! 戦闘狂サイヤ人バトル再び!!; Hepburn: Kiki to Shite! Sentō-kyō Saiya-jin Batoru Futatabi!!) | 2017. október 29.    | 2019. május 14.               |
| 114     | Félelmetes düh! Egy rendkívüli harcos születése! Gokū vāsasu Kefura! Sūpāsaiya-jin Burū Yabureru!? (悟空VSケフラ! 超サイヤ人ブルー敗れる!?; Hepburn: Gokū vāsasu Kefura! Sūpāsaiya-jin Burū Yabureru!?) | 2017. november 5.    | 2019. május 15.               |
| 115     | Son Goku vs. Kefla! A Kék Szuper Csillagharcost legyőzik? Kiki semaru! Aratana chō sen-shi no bakutan!! (鬼気せまる! 新たな超戦士の爆誕!!; Hepburn: Kiki semaru! Aratana chō sen-shi no bakutan!!) | 2017. november 12.   | 2019. május 16.               |
| 116     | Fordul a kocka! Elszabadul az Ultra Ösztön! Kamubakku no kizashi! Chō hon'nō no kyodaina bakuhatsu! (カムバックの兆し！ 超本能の巨大な爆発！; Hepburn: Kamubakku no kizashi! Chō hon'nō no kyodaina bakuhatsu!) | 2017. november 19.   | 2019. május 17.               |
| 117     | Leszámolás a szeretet nevében! Androidok vs. 2-es Univerzum! Ai no daikessen! Jinzōningen VS Dai ni uchū!! (愛の大決戦！人造人間VS第２宇宙！！; Hepburn: Ai no daikessen! Jinzōningen VS Dai ni uchū!!) | 2017. november 26.   | 2019. május 20.               |
| 118     | Tragédia tragédia után - eltűnnek az univerzumok! Kasokusuru Higeki Kieyuku Uchū... (加速する悲劇消えゆく宇宙...; Hepburn: Kasokusuru Higeki Kieyuku Uchū...) | 2017. december 3.    | 2019. május 21.               |
| 119     | Elkerülhetetlen? A fortélyos küzdelem! Kaihi funō!? Suterusu kōgeki no mōi!! (回避不能!? ステルス攻撃の猛威!!; Hepburn: Kaihi funō!? Suterusu kōgeki no mōi!!) | 2017. december 10.   | 2019. május 22.               |
| 120     | Tökéletes túlélési stratégia! A 3-as Univerzum gyilkológépe! Kanpeki na seizon senryaku! Dai san uchū kyōi no shikaku!! (完璧なる生存戦略! 第３宇宙脅威の刺客!!; Hepburn: Kanpeki na seizon senryaku! Dai san uchū kyōi no shikaku!!) | 2017. december 17.   | 2019. május 23.               |
| 121     | Totális háború! A 4-es univerzum egyesült harcosai vs. 7-es Univerzum egyesült erői! Sōryokusen! Kyūkoku no Yontai Gattai VS Dai nana Uchū Sōkōgeki!! (総力戦！究極の4体合体VS第7宇宙総攻撃！！; Hepburn: Sōryokusen! Kyūkoku no Yontai Gattai VS Dai nana Uchū Sōkōgeki!!)                                                                           | 2017. december 24.   | 2019. május 24.               |
| 122     | A büszkeség a tét! Vegita újabb erőpróbája! Onore no Hokori wo Kakete! Bejīta Saikyō he no Chōsen!! (己の誇りをかけて！ベジータ最強への挑戦！！; Hepburn: Onore no Hokori wo Kakete! Bejīta Saikyō he no Chōsen!!) | 2018. január 7.      | 2019. május 27.               |
| 123     | Felszabadul a test és a lélek ereje! Son Goku és Vegita! Zenshin Zenrei Zenryoku Kaihō! Gokū to Bejīta!! (全身全霊全力解放！悟空とベジータ！！; Hepburn: Zenshin Zenrei Zenryoku Kaihō! Gokū to Bejīta!!) | 2018. január 14.     | 2019. május 28.               |
| 124     | Viszontagságos küzdelem! Son Gohan utolsó csatája! Shippū-Dotō no Mōshū! Gohan Haisui no Jin!! (疾風怒涛の猛襲！悟飯背水の陣!!; Hepburn: Shippū-Dotō no Mōshū! Gohan Haisui no Jin!!) | 2018. január 21.     | 2019. május 29.               |
| 125     | Fenséges kisugárzás! Színre lép a pusztítás istene Toppo! Ifu-Dōdō! Hakaishin Toppo Kōrin! (威風堂々! 破壊神トッポ降臨！！; Hepburn: Ifu-Dōdō! Hakaishin Toppo Kōrin!) | 2018. január 28.     | 2019. május 30.               |
| 126     | Az Isteneket is felülmúlom! Vegita önfeláldozása! Kami wo mo Koero! Bejīta Sutemi no Ichigeki!! (神をも超えろ！ベジータ捨て身の一撃！！; Hepburn: Kami wo mo Koero! Bejīta Sutemi no Ichigeki!!) | 2018. február 4.     | 2019. május 31.               |
| 127     | A közeledő akadály! A remény utolsó védőpajzsa! Semari-kuru Shōheki! Kibō wo Takushita Saigo no Baria!! (迫りくる障壁！希望を託した最後のバリア！！; Hepburn: Semari-kuru Shōheki! Kibō wo Takushita Saigo no Baria!!) | 2018. február 11.    | 2019. június 3.               |
| 128     | A végsőkig büszkén! Vegita elesik! Kedakai Hokori Saigo Made! Bejīta Chiru!! (気高い誇り最後まで！ベジータ散る！！; Hepburn: Kedakai Hokori Saigo Made! Bejīta Chiru!!) | 2018. február 18.    | 2019. június 4.               |
| 129     | Nincsenek többé korlátok! Íme az igazi Ultra Ösztön! Genkai Chōzetsu Toppa! Migatte no Gokui Kiwamaru!! (限界超絶突破！身勝手の極意極まる！！; Hepburn: KGenkai Chōzetsu Toppa! Migatte no Gokui Kiwamaru!!) | 2018. március 4.     | 2019. június 5.               |
| 130     | Minden idők legnagyobb leszámolása! Az utolsó csata a túlélésért! Kūzenzetsugo no Chō Kessen! Kyūkyoku no Sabaibaru Batoru!! (空前絶後の超決戦！究極のサバイバルバトル！！; Hepburn: Kūzenzetsugo no Chō Kessen! Kyūkyoku no Sabaibaru Batoru!!) | 2018. március 18.    | 2019. június 6.               |
| 131     | A csodálatos befejezés! Ég veled Son Goku! A viszontlátásra! Kiseki no ketchaku! Saraba Goku! Mataauhimade!! (奇跡の決着! さらば悟空! また会う日まで!!; Hepburn: Kiseki no ketchaku! Saraba Goku! Mataauhimade!!) | 2018. március 25.    | 2019. június 7.               |